# Giovanni Michele Bruto
Giovanni (Gian) Michele Bruto, pol. Jan Michał Brutus, (ur. w 1517 w Wenecji, zm. 16 maja 1592 w Gyulafehérvár) – sekretarz Stefana Batorego, włoski pisarz i historyk, profesor Akademii Krakowskiej, początkowo był związany z reformacją, a następnie zaczął popierać Kościół rzymskokatolicki.

## Życiorys
Urodzony w weneckiej rodzinie mieszczańskiej. Około 1540 wyjechał do Padwy, gdzie uczył się retoryki. Nawiązał kontakty z humanistami, którym bliskie były idee reformacji. Oskarżony w 1555 w Wenecji o herezję, uciekł stamtąd do Antwerpii. Potem często przenosił się do różnych miast (Madryt, Lukka, Lyon). Był zwolennikiem autonomii włoskich miast, przeciwko papieżowi i Francji, co wyraził w oracji De rebus a Carolo V Caesare Romanorum Imperatore gestis, Antverpiae 1555 i w Florentinae historiae 1562. 
W 1565 węgierski szlachcic Ferenc Forgách zaprosił Bruta do współpracy przy opracowywaniu historii Węgier, jednak dopiero w styczniu 1574 Bruto przyjechał do Kolozsvár i Gyulafehérvár, gdzie powitał go z honorami miejscowy władca Stefan Batory. W Siedmiogrodzie spędził dwa lata, a kiedy w 1576 Batory został wybrany na króla Polski, Bruto przeniósł się do Krakowa, gdzie przydzielono mu dom na Wawelu i zatrudniono jako wykładowcę Akademii Krakowskiej. W 1578 i w 1581 gościł go na Śląsku Andrzej Dudycz. W Krakowie nawiązał kontakty z włoskimi innowiercami (m.in. Faust Socyn i Niccolò Buccella), jednak nuncjusz papieski Caligari podjął starania o powrót Bruta do Kościoła rzymskokatolickiego, co udało się mu w kwietniu 1585, kiedy Bruto wyrzekł się herezji.
Bruto przede wszystkim poświęcił się pisaniu historii Węgier, która musiała wykazać, według życzenia Batorego, bezpodstawność roszczeń Habsburgów do tronu Siedmiogrodu. Śmierć Batorego w grudniu 1586 uniemożliwiła publikację dzieła. Ponadto Bruto radykalnie zmienił swoją postawę polityczną, oddając się w służbę partii habsburskiej i przeniósł się do Wiednia. Zmarł podczas podróży do Gyulafehérvár.

## Ważniejsze dzieła
- La institutione di una fanciulla nata nobilmente (1520-1589)
- Delle istorie fiorentine
- Epistolae clarorum virorum (1561).
- Florentinae historiae (1562).
- De historiae laudibus (1578).
- Praeceptorum conjugalium liber unus (1578)
- Oratio de Ernesti (1590)
- Brutus János Mihály storico reale ungherese. Magyar Historiája 1490–1552